# Nemicolopterus crypticus
Nemicolopterus (il cui nome significa "ala abitante della foresta") è un genere estinto di pterosauro pterodactyloide tapejaromorfo vissuto nel Cretaceo inferiore, circa 120 milioni di anni fa (Aptiano), in quello che all'epoca era il Biota Jehol nella Formazione Jiufotang, nella Provincia di Liaoling, Cina. Il genere contiene una singola specie, ossia N. crypticus, descritta nel 2008. Il nome generico, Nemicolopterus, deriva dalle seguenti parole greche: Nemos che significa "foresta", ikolos che significa "abitante", e pteron che latinizzato significa "ala". Il nome specifico, crypticus, deriva da kryptos, che significa "nascosto".

## Descrizione
L'esemplare tipo di N. crypticus, IVPP V-14377, è conservato nella collezione dell'Istituto di paleontologia dei vertebrati e paleoantropologia di Pechino, in Cina. L'esemplare proviene dalla Formazione Jiufotang, risalente all'età Aptiana, circa 120 milioni di anni fa, nella Provincia di Liaoning, Cina nord-orientale. L'esemplare presenta un'apertura alare di poco meno di 25 centimetri, il che lo rende più piccolo della maggior parte degli esemplari neonati di pterosauri noti. Al momento della sua descrizione, Wang et al. (2008), i descrittori originali dell'esemplare, conclusero che l'animale fosse un subadulto al momento della morte, citando la quantità di fusioni ossee e l'ossificazione delle dita dei piedi, dei gastralia e dello sterno come indicazione che si trattava di un subadulto piuttosto che di un cucciolo. Tuttavia, Darren Naish sostenne, nel su blog, la sua ipotesi secondo cui gli pterosauri fossero animali altamente precoci in grado di spiccare il volo a poche ore dalla nascita, pertanto la fusione ossea e l'ossificazione dei tessuti potrebbe non essere un valido criterio per stabilire l'età di questi esemplari, e che Nemicolopterus potrebbe in realtà essere un cucciolo di Sinopterus. Questa identificazione è stata formalmente presentata in uno studio del 2021, che ha dimostrato che Nemicolopterus si inserisce perfettamente nell'ontogenesi di Sinopterus come un individuo molto giovane.

## Classificazione
Un'analisi delle relazioni tra pterosauri condotta da Andres e colleghi nel 2014 ha trovato l'esemplare in una relazione di gruppo gemello con "Sinopterus" gui.
Una revisione del 2023 di Sinopterus ha concluso che era impossibile assegnare definitivamente l'esemplare di Nemicolopterus a Sinopterus o al nuovo genere Huaxiadraco, considerandolo quindi un sinopterino indeterminato.